# Герман Фраш
Герман Фраш (англ. Herman(n) Frasch; 25 грудня 1851 в Оберро-бай-Гейльдорфі, Вюртемберг — 1 травня 1914, Париж) — хімік, гірничий інженер та винахідник, відомий своєю роботою з нафтою та сіркою.

## З біографії
Він був сином Йоганнеса та Фріди Генрієти (Бауер) Фраш. Обидва його батьки були вихідцями із Штутгарта. Його батько був бургомістром Гейльдорфа. Герман відвідував латинську школу в Гейльдорфі.  У віці 16 або 19 років він покинув учнівство і відплив з Бремена до Нью-Йорка, а потім поїздом до Філадельфії. Після прибуття до Сполучених Штатів він став лаборантом Джона Майкла Мейша у Філадельфійському фармацевтичному коледжі.

## Інженерна кар'єра

### Нафтова кар'єра
У 1875 р. Фраш винайшов процес відновлення скрапу олова та спосіб виготовлення свинцевих білил з галеніту.
Він запатентував процес переробки парафіну в 1876 році й продав патент Standard Oil і став хіміком-консультантом компанії.
У 1884 р. Фраш продав ексклюзивне використання свого патенту на фракційну дистиляцію, який був більш ефективним при розподілі нафти на побічні продукти ніж у Imperial Oil.
Потім Imperial найняв Frasch, щоб допомогти їм у модернізації їх нафтопереробного заводу Silver Star у процесі його переробки. Imperial запропонував Frasch плату в розмірі 10 000 доларів, але він переконав компанію надати йому зарплату, яка відповідала Президенту Imperial. Після завершення роботи Фраша на нафтопереробному заводі в лютому 1885 року він подав у відставку та приєднався до члена правління Імперської компанії Джона Мінхінніка при заснуванні Імперської нафтової компанії (Empire Oil Company) (1979). Партнери придбали нафтопереробний завод у Лондоні, і Фраш почав експерименти щодо способу видалення сірки з нафти. Нафтові родовища в графство Ламбтон мали високий вміст сірки, в результаті чого гас при спалюванні виробляв надмірний дим і різкий запах. Канадці прозвали гас "олією скунсу", і нафтопереробникам було важко продавати свою продукцію вдома та за кордоном. У період між 1885 і 1887 рр. Фраш визначив, що застосування оксиду міді під час процесу дистиляції сприяє видаленню сірки з нафти.
Приблизно в той же час, коли відбулося відкриття Фраша, Standard Oil почав розширюватися до Лайма (Огайо) і виявив, що його нафта, як і графства Ламбтон, має високий вміст сірки. Визнаючи, що будь-яке покращення канадської нафти може бути застосовано і до нафти Огайо, "Standard Oil" найняв Фраша в липні 1886 р., запропонувавши йому "зарплату вищу, ніж у будь-якого іншого вченого в країні", і обмін його акцій в Imperial Oil Limited на акції Standard Oil.
Після повернення Фраша до США він почав працювати в компанії Solar Refining Company, дочірній компанії Standard Oil в Лаймі, штат Огайо, і вдосконалив метод десульфуризації. Standard Oil мав патентну монополію на метод десульфуризації до 1905 р., що робило  інвестиції в родовища Лайми надзвичайно вигідними для компанії.
Фраш став незалежно багатим, коли продав половину своїх акцій Standard Oil після того, як ціна їх зросла зі 168 до 820 доларів за акцію, тоді як дивіденди на акції, які він утримував, зросли з 7 до 40 відсотків.

### Сірчана кар'єра
Під час пошуку нафти в Луїзіана, поблизу сучасного міста Салфер (Луїзіана), сірка була виявлена під шаром сипучого піску. Усі спроби дістати сірку звичайними шахтними шахтами закінчувались катастрофою. Герман Фраш пробурив поруч три свердловини, але сірка не була у його власності. Фраш дійшов висновку, що сірка була пов’язана з купольною структурою, розташованою на острові, що належить Американській сірковій компанії. 20 жовтня 1890 р. він отримав три патенти на свій процес Фраша. Фраш та його ділові партнери Френк Рокфеллер та Фергус Б. Сквайр уклали угоду на 50-50 з American Sulphur Company про створення нової корпорації Union Sulphur Company.